# Cardiofobia
Cardiofobia (Do grego: kardia (coração)+phobos, medo) refere-se ao medo patológico de problemas de saúde relacionados com o coração.